# 3-й Предпортовый проезд
3-й Предпорто́вый проезд — улица в Московском районе Санкт-Петербурга. Ответвляется от Предпортовой улицы в 70 метрах от пересечения последней с 4-м Предпортовым проездом в направлении северо-северо-запада параллельно Кубинской улице. Протяжённость — 560 м.

## История
Проезд получил название в 1975 году.

## Здания и сооружения
- гаражи
- складские помещения
- производственные территории

## Транспорт
- Метро: «Московская» (1820 м)
- Автобус: № 3, 11, 62
- Платформы: Предпортовая (760 м)

## Пересечения
- Предпортовая улица